# Pyrenophora bromi
Pyrenophora bromi (Died.) Drechsler – gatunek grzybów z klasy Dothideomycetes. Grzyb mikroskopijny.

## Systematyka i nazewnictwo
Pozycja w klasyfikacji według Index Fungorum: Pyrenophora, Pleosporaceae, Pleosporales, Pleosporomycetidae, Dothideomycetes, Pezizomycotina, Ascomycota, Fungi.
Po raz pierwszy opisał go w 1903 r. Hermann Diedicke, nadając mu nazwę Pleospora bromi (bazonim). W 1923 r. Charles Drechsler przeniósł go do rodzaju Pyrenophora. Synonimy:
- Helminthosporium bromi Died. 1903
- Drechslera bromi (Died.) Shoemaker, 1962

## Charakterystyka
Pasożyt powodujący chorobę roślin o nazwie helmintosporioza stokłosy. W Polsce stwierdzono jego występowanie na stokłosie miękkiej (Bromus hordeaceus) i stokłosie bezostnej (Bromus inermis), ale występuje także na innych gatunkach rodzaju stokłosa (Bromus). Stokłosa bezostna jest uprawiana jako trawa pastewna, choroba ma więc znaczenie ekonomiczne. Pyrenophora bromi jest najgroźniejszym patogenem stokłosy.